# Weinstraße 60 (Deidesheim)
Das Anwesen Weinstraße 60 in der rheinland-pfälzischen Landstadt Deidesheim ist ein ehemaliger Winzerhof des 18. Jahrhunderts. Er ist in der Denkmalliste des Landes Rheinland-Pfalz als Einzeldenkmal geführt.

## Geschichte
Früher lag das Anwesen direkt an der Stadtmauer, in seinem geräumigen Hof war das Vieh von Viehhändlern untergebracht. In den Kellern ließ der Fürstbischof von Speyer zeitweise seine Weine lagern. Außerdem beherbergte das Anwesen einen Gasthof, der „Zum Viehhof“ hieß. Über die Eröffnung und das Ende des Gasthofs ist nichts bekannt; Erwähnung findet der „Viehhofwirt“ Hans Georg Fischer in den Jahren 1725, 1732, 1737, 1738 und 1747. In den Jahren 1759 und 1760 war Baptist Schwendel der Wirt; damals waren französische und nassauische Soldaten hier untergebracht. Der „Viehhofwirt“ von 1770 bis 1779, Franz Platz, schenkte in dieser Zeit pro Jahr 3,5–5 Ohm Wein aus, der Wirt Jakob Klug 1784 5 Ohm. 1794 war hier der französische Kriegskommissar einquartiert. Mit Peter Walch wird von 1796 bis 1801 letztmals ein „Viehhofwirt“ erwähnt. Ab 1826 war das Anwesen im Besitz von Weinhändlern, zeitweise gehörte es später dem Winzerverein Deidesheim. Ab 1952 war hier eine Waschküche untergebracht; der Bau an der Weinstraße dient heute als Wohnhaus.

## Anwesen
Der geräumige frühere Winzerhof erstreckt sich zwischen der Weinstraße und der Grottenmauergasse und ist Teil des historischen Stadtkerns von Deidesheim. Das Wohnhaus ist ein zweigeschossiger Putzbau, dessen steiles, mit Biberschwänzen gedecktes Walmdach seit seiner Errichtung unverändert ist. Seine Fassade zur Weinstraße hin weist einen leichten Knick auf, ein Hinweis darauf, dass das Haus durch den Umbau von zwei Vorgängerbauwerken entstanden sein könnte. Von ungewöhnlicher Ausdehnung ist der Hochkeller des Anwesens, in Deidesheim auch als „Grotte“ bekannt. Er ist – von Pfeilern gegliedert – zweischiffig, überspannt von einem Kreuzgratgewölbe, und hat eine Grundfläche von ca. 600 m².